# ALL读物
《ALL读物》（日语：／ Ōru Yomimono）是由文艺春秋出版社出版的一份日本通俗小说类文学杂志，每月22日（如遇周日则提前一日）发行。该杂志的风格与同社的严肃文学杂志《文学界》相对应；并与同社另一本通俗文学杂志《别册文艺春秋》相近，但后者已于2015年6月改版为线上出版的电子杂志。
目前日本国内主要的文学杂志还有《小说现代》、《小说新潮》、《小说昴》、《小说宝石》、《小说 野性时代》、《月刊J Novel》等。

## 杂志概要
1930年7月，以临时增刊的形式出版发行，当时的杂志名字为《ALL读物号》。而从1931年4月开始，该杂志改为月刊形式出版。
《ALL读物》主要以刊登通俗小说为主，但同时也有许多诸如随笔、游记、对谈、漫画等其他体裁的内容。而在小说题材中，《ALL读物》又以偏好时代小说和推理小说闻名；而与风格相近的小说月刊《小说现代》、《小说新潮》和《小说昴》相比，《ALL读物》的阅读量相对较高。
丸谷才一建议将杂志名改为《ALL读物》，而这个名字可能与美国通俗小说杂志《All Reading》的名字有关。

## 知名作品
| - 安部龙太郎《》 - 今野敏《》 - 佐佐木让《》 | - 佐藤爱子《》 - 重松清《》 - 岛田庄司《幻肢》 | - 白石一文《幻影之星》 - 东野圭吾《嫌疑人X的献身》 - 高见泽俊彦《音叉》 |

### 文献
- 大村彦次郎（日语：大村彦次郎）.  再版. 筑摩书房. 2009  [2020-08-01]. ISBN 9784480426574.